# Spin Alternative Record Guide
La Spin Alternative Record Guide è un libro di consultazione musicale compilato dalla rivista musicale statunitense Spin e pubblicato nel 1995 da Vintage Books. È stato curato dal critico di musica rock Eric Weisbard e Craig Marks, che all'epoca era il redattore capo della rivista. Il libro contiene saggi e recensioni di numerosi critici di spicco su album, artisti e generi considerati rilevanti per il movimento della musica alternativa. Tra i collaboratori che sono stati consultati per la guida vi sono Ann Powers, Rob Sheffield, Simon Reynolds e Michael Azerrad.
Il libro non vendette particolarmente bene e nel 1995 ricevette una reazione mista da parte dei revisori. La qualità e la rilevanza della scrittura dei contributori furono elogiate, mentre il concetto e la completezza della musica alternativa da parte degli editori furono visti come mal definiti. Tuttavia, ha ispirato un certo numero di futuri critici musicali e ha contribuito a far rivivere la carriera dell'artista folk John Fahey, la cui musica è stata trattata nella guida.